# Cmentarz Kosocice
Cmentarz Kosocice – cmentarz we południowej części Krakowa założony po 1770 roku jako cmentarz Parafia Świętej Marii Magdaleny w Kosocicach.

## Historia
Obecny cmentarz powstał po zamknięciu dla nowych pochówków cmentarza przykościelnego, a także po wprowadzeniu w życie edyktu józefińskiego z 1784, który nakazał likwidację cmentarzy przykościelnych. Na terenie cmentarza znajduje się zabytkowy nagrobek ziemiańskiego rodu Śliwińskich, dawnych właścicieli Kosocic i Baryczy.